# Thylactus mjobergi
Thylactus mjobergi là một loài bọ cánh cứng trong họ Cerambycidae.